# Skokan (povídka)
Skokan (v angličtině Hop-Frog) je krátká hororová povídka amerického spisovatele a literárního teoretika Edgara Allana Poea z roku 1849.
Hlavní postavou povídky je zakrslý muž, jemuž nikdo neřekne jinak než Skokan podle trhavých pohybů – má totiž zakrnělé nohy. Jeho úkolem je starat se o zábavu krále, jenž má v oblibě laciný humor a rád svého šaška uráží. Jednoho dne se Skokanovi naskytne příležitost k pomstě.
Pomsta – ústřední motiv povídky – se vyskytuje i v dalším literárním díle E. A. Poea, v povídce Sud vína amontilladského.
Povídka byla inspirována skutečnou událostí – bálem světlušek z roku 1393. Tehdy se na plese vznítily převleky francouzského krále Karla VI. a jeho pěti přátel, maskovaných za „divé muže“. Čtyři lidé přitom zahynuli, krále a jednoho z jeho společníků se podařilo zachránit. Ke vznícení došlo od pochodně, kterou držel panovníkův bratr Ludvík.

## Příběh
Skokan, malý muž se znetvořenýma nohama dělá na královském dvoře šaška a trpaslíka zároveň. Musí vymýšlet vtipy a kejkle pro pobavení krále a jeho sedmi ministrů a sám snášet posměch z jejich úst. I když má slabé dolní končetiny, v rukou má velkou sílu a dokáže šplhat a provádět jinou akrobacii.
Tento muž byl unesen ze své domoviny společně s mladou dívenkou Tripettou jedním z králových generálů. Díky svému neradostnému osudu se Skokan s Tripettou sblíží a oba se snaží navzájem si pomáhat.
Jednoho dne se král rozhodne uspořádat maškarní ples a žádá po Skokanovi navržení vhodných a především neotřelých masek. Zároveň mu vnucuje víno, ačkoli ví, že Skokanovi nedělá dobře. Tripetta se Skokana zastane a prosí tyrana, aby jej ušetřil. Rozhněvaný král útlou dívku uhodí a vychrstne jí do tváře víno z poháru. Nastane ticho přerušené protivným skřípáním. Skokan skřípe zuby a již má plán k uskutečnění pomsty.
Předloží vládci nápad: král i jeho ministři se převlečou do kůží orangutanů a tímto zjevem vyděsí účastníky bálu. Králi se myšlenka zalíbí a nechá se se svými poradci natřít dehtem a obléci do lněných trikotů. Pro větší autenticitu jsou připoutáni k jednomu řetězu.
O půlnoci vtrhne tlupa orangutanů mezi hosty a podaří se jim vyvolat zmatek, dámy omdlévají a pánové prchají ke dveřím, marně – ty jsou na příkaz krále zamčeny.
Vřava vrcholí a Skokan se ujme iniciativy. Překřičí hluk a slibuje, že se o zvířata postará. Obecenstvu začíná docházet, že se jedná o šprým. Skokan zahákne hák za řetěz a hvízdne, vmžiku se celá zmítající se skupina v převleku ocitne mezi stropem a podlahou. Skokan si vezme pochodeň, hbitě vyšplhá po řetězu a přiloží ji k lněné srsti krále. Ten okamžitě vzplane a s ním i jeho rádcovská suita, zatímco Skokan promluví o králových oblíbených vtípcích podporovaných jeho ministry. Jakmile dohovoří, zmizí otvorem pro lustr, místo něhož se nyní houpe spoutaná beztvará změť spálených mrtvol.
Tripettu a trpaslíka s hanlivým pojmenováním již nikdo od té chvíle nespatřil, říká se, že uprchli domů.

## Česká vydání
Povídka Skokan vyšla česky v následujících sbírkách:
- Anděl pitvornosti (Argo, 2007)
- Černý kocour (Mladá fronta, 1988)
- Edgar (Dryada, 2008)
- Jáma & kyvadlo a jiné fantastické příběhy (Nakladatelství XYZ, 2007)
- Jáma a kyvadlo a jiné povídky (Odeon 1975, 1978, 1987, 1988 a Levné knihy KMa 2002 [1])
- Pád do Maelströmu a jiné povídky (Argo, 2007)
- Předčasný pohřeb: Horrory a jiné děsivé příběhy (Hynek s.r.o., 1999)
- Stráž u mrtvého: a jiné hrůzostrašné povídky (Mladá fronta, 1969)
- Zrádné srdce: Výbor z díla (Naše vojsko, 1959)